# Леонівка (Коростенський район)
Леоні́вка — село в Україні, у Коростенському районі Житомирської області. Населення становить 233 осіб.

## Історія
У 1906 році Леонівка, село Лугинської волості Овруцького повіту Волинської губернії. Відстань від повітового міста 60 верст. Дворів 59, мешканців 327.